# Ngày Âm nhạc Việt Nam
Ngày Âm nhạc Việt Nam là một ngày với ý nghĩa tôn vinh giá trị của âm nhạc do Thủ thướng Chính phủ Nguyễn Tấn Dũng ban hành và Phó Thủ tướng Vũ Đức Đam ký Quyết định số 1722/QĐ-TTg vào ngày 26 tháng 9 năm 2014 và chọn ngày 3 tháng 9 hằng năm để tôn vinh nó. Tuy nhiên, ngày lễ đã được tổ chức lần đầu tiên từ ngày 2 đến ngày 5 tháng 9 năm 2010 bởi Hội Nhạc sỹ Việt Nam.

## Ý tưởng
Ý tưởng ban đầu của Ngày Âm nhạc Việt Nam được cho là bắt nguồn từ sự kiện lịch sử Bác Hồ chỉ huy dàn nhạc, hợp xướng và quần chúng nhân dân Thủ đô hát bài ca Kết đoàn, chào mừng kỷ niệm 15 năm thành lập nước Việt Nam Dân chủ Cộng hòa và Đại hội Đảng lần thứ 3 tại Công viên Bách thảo (Hà Nội) vào ngày 3 tháng 9 năm 1960. Sự kiện lịch sử này đã được chụp lại qua bức ảnh "Bác bắt nhịp bài ca Kết đoàn".

## Lịch sử

### Trước khi được công nhận
Ngày Âm nhạc Việt Nam lần đầu tiên được diễn ra từ ngày 2 đến ngày 5 tháng 9 năm 2010 ở 15 tỉnh, thành trên cả nước. Sang năm 2011, sự kiện được tổ chức trong 2 ngày từ ngày 3 đến ngày 4 tháng 9 tại 13 tỉnh, thành trên cả nước.
Năm 2012, ngày hội được tổ chức nhỏ lẻ tại một số tỉnh, thành trên cả nước. Vào tối ngày 3 tháng 9 năm 2013, tại Nhà hát Lớn Hà Nội, buổi hòa nhạc "Tổ quốc ta" được tổ chức tiếp tục nhằm kỷ niệm Ngày Âm nhạc Việt Nam lần thứ 4.

### Sau khi được công nhận
Đến năm 2014, Thủ tướng Chính phủ Nguyễn Tấn Dũng đã đồng ý lấy ngày 3 tháng 9 hằng năm là "Ngày Âm nhạc Việt Nam" tại Quyết định số 1722/QÐ-TTg do Phó Thủ tướng Vũ Đức Đam ký ban hành vào ngày 26 tháng 9. Với chủ đề ca ngợi quê hương, đất nước, biển đảo, con người Việt Nam, Ngày Âm nhạc Việt Nam được tổ chức lần thứ 5.

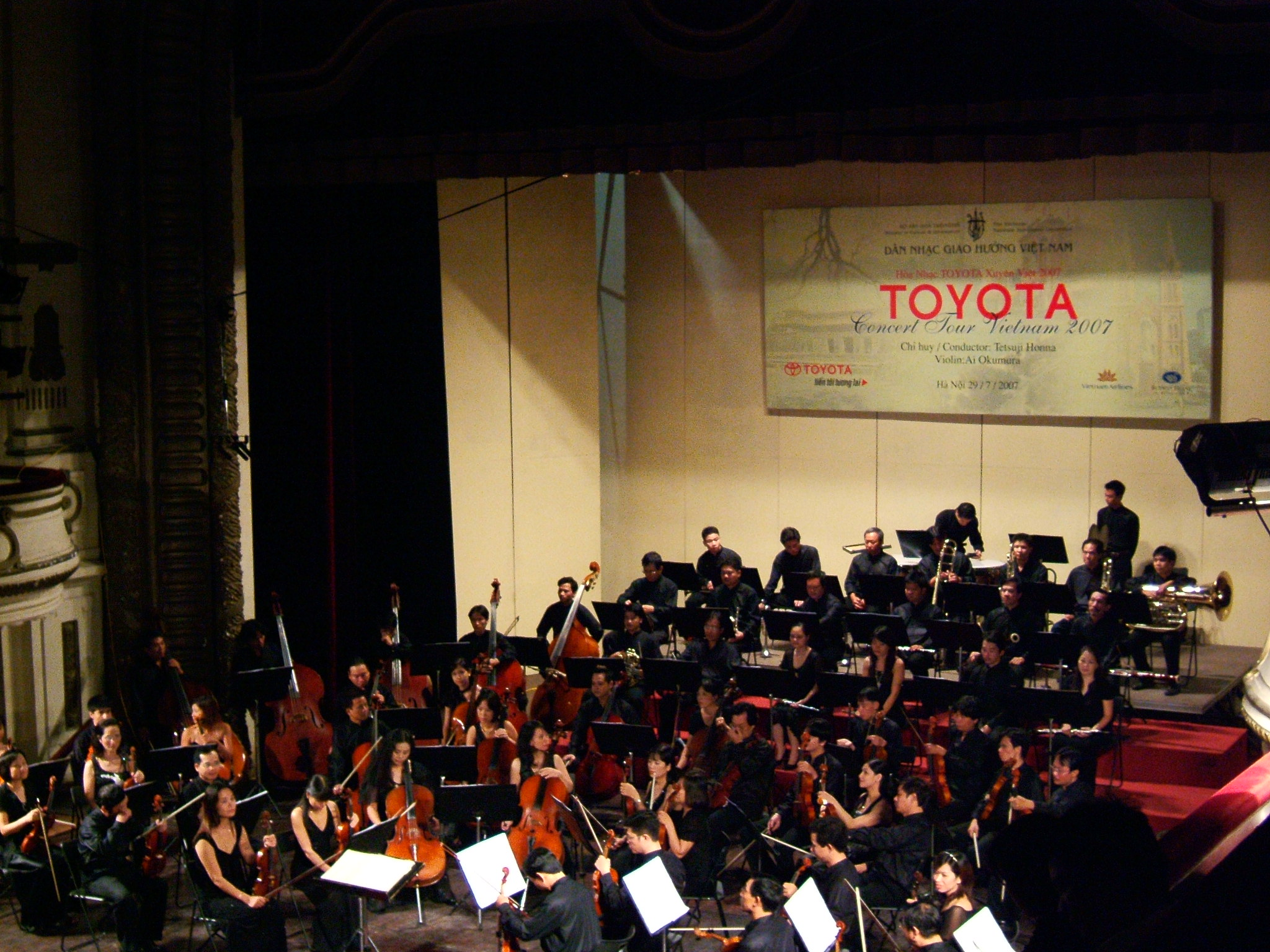
Dàn nhạc giao hưởng Việt Nam

Năm 2015, Ngày Âm nhạc Việt Nam được tổ chức lần thứ 6 với chủ đề ca ngợi Đảng, Bác Hồ, quê hương đất nước, cùng với những bài ca đã đi cùng năm tháng song song với kỷ niệm 70 năm Quốc khánh nước Cộng hòa Xã hội chủ nghĩa Việt Nam.
Năm 2016, lần thứ 7 tổ chức kỷ niệm Ngày Âm nhạc Việt Nam với nhiều chương trình được tổ chức tại Thành phố Hồ Chí Minh như "Giai điệu mùa thu", "Nhạc cách mạng xuống phố", "Âm vang lời Bác",...
Năm 2017, kỷ niệm 8 năm Ngày Âm nhạc Việt Nam, tại Nhà hát Lớn Hà Nội đã tổ chức chương trình với chủ đề "Tháng 9 - Nắng thu", cũng như kỷ niệm 60 năm Hội Nhạc sĩ Việt Nam (1957 - 2017).
Năm 2018, Ngày Âm Nhạc Việt Nam lần thứ 9 được tổ chức với chủ đề "Hội Nhạc sĩ Việt Nam - 60 năm đồng hành cùng dân tộc" tại Học viện Âm nhạc Quốc gia Việt Nam với 2 phần: biểu diễn Thanh nhạc thính phòng và những tác phẩm viết cho Dàn nhạc dân tộc và Hòa tấu dân tộc.
Năm 2019, Ngày Âm nhạc Việt Nam được tổ chức lần thứ 10 với chủ đề "Mùa thu nhớ Bác" đây cũng là năm kỷ niệm 50 năm thực hiện Di chúc của Chủ tịch Hồ Chí Minh và cũng là 50 năm ngày Hồ Chí Minh qua đời.
Năm 2020, "Âm sắc mùa thu" chính thức được lựa chọn làm chủ đề cho Ngày Âm Nhạc Việt Nam lần thứ 11. Sự kiện cũng chào mừng thành công Đại hội Đại biểu toàn quốc Hội Nhạc sĩ Việt Nam nhiệm kỳ X (2020 - 2025).
Năm 2021, trong bối cảnh đại dịch COVID-19, Ngày Âm Nhạc Việt Nam được tổ chức trực tuyến lần đầu tiên trong lần thứ 12 tổ chức với chủ đề "Tiếng hát át Covid". Chương trình đã thu hút với hơn 15.000 lượt xem, 123 lượt chia sẻ và 168 bình luận tích cực.
Năm 2022, Ngày Âm nhạc Việt Nam được tổ chức lần thứ 13 với chủ đề "Hát lên Việt Nam" tại nhiều tỉnh, thành phố cả nước với tinh thần Âm nhạc hội tụ và lan tỏa; Âm nhạc đồng hành cùng dân tộc.